# Касас-де-Аро
Касас-де-Аро (ісп. Casas de Haro) — муніципалітет в Іспанії, у складі автономної спільноти Кастилія-Ла-Манча, у провінції Куенка. Населення — 888 осіб (2010).
Муніципалітет розташований на відстані близько 170 км на південний схід від Мадрида, 85 км на південь від Куенки.

## Демографія
Динаміка населення (INE ):